# Tour Music Fest
Tour Music Fest - The European Music Contest (noto anche come Tour Music Fest o semplicemente TMF) è un concorso musicale europeo aperto a cantanti, autori, musicisti, band, rapper e DJ emergenti. Nato in Italia nel 2007, il contest è oggi presente in Austria, Croazia, Francia, Germania, Italia, Inghilterra, Polonia, Olanda, Repubblica di San Marino, Repubblica Ceca, Spagna, Svizzera e Slovenia.

## Storia e svolgimento della manifestazione
Il Tour Music Fest nasce in Italia nel 2007, da un’idea dell’imprenditore Gianluca Musso, e si espande a livello europeo nel 2018. La manifestazione si articola in una moltitudine di eventi musicali dal vivo, che comprendono sessioni di scouting e workshop formativi organizzati negli anni in collaborazione con l’università Berklee - College of Music e con il C.E.T. (Centro Europeo di Toscolano) di Mogol.
Il percorso, nel quale vengono scelti i vincitori assoluti del Contest, tramite le audizioni nazionali, porta alla selezione dei migliori artisti emergenti. Gli artisti sono inizialmente suddivisi per Paese di appartenenza e riuniti, in gara, durante la Finale Europea che, dal 2018, si svolge all’Auditorium del Massimo di Roma, dove ogni artista rappresenta il proprio Paese all’interno della sua categoria.
Tra i partecipanti illustri del contest: Mahmood, Ermal Meta, con La Fame di Camilla, Federica Carta, Federica Abbate, Loredana Errore, Chiara Dello Iacovo, Marianne Mirage, Renza Castelli, Sherol Dos Santos.

## Commissione artistica negli anni
La Commissione Artistica è composta da un membro rappresentante per ogni paese in gara. 
Dal 2007, l’Italia è rappresentata dal presidente della Commissione Giulio Rapetti Mogol. Dal 2019, Kara DioGuardi lo affianca in qualità di presidente extraeuropeo. Dalla prima edizione, tra i membri della Commissione Artistica del Tour Music Fest si alternano giornalisti e professionisti del settore discografico e musicale italiano e internazionale: Boosta, Paola Folli, Adriano Pennino, Giuseppe Barbera, Bonnie Hayes, Jason Camelio, Massimo Bonelli, Franco Fasano, Francesco Gazzè, Noemi Smorra, Alien Dee, Massimiliano Longo, Pietro D’Ottavio.

## Conduttori
Nelle diverse edizioni, alla conduzione delle Finali del Tour Music Fest si sono alternati Pio e Amedeo, Stefano Masciarelli, Marco Maccarini, Paolo Ruffini, Micaela Foti, Francesco Giardina, Orsetta Borghero. Nel 2019 la Finale Europea è stata presentata da Bryan Ronzani, Angelica Massera e Pierpaolo Laconi.

## Premi
I premi per i vincitori del Tour Music Fest variano ad ogni edizione e consistono in borse di studio per corsi di formazione presso Berklee - College of Music, un contratto di sponsorizzazione di 10.000 Euro per l'artista/band, un budget di 15.000 euro per l'organizzazione di un tour di concerti in Europa, la produzione di un singolo con la post produzione presso gli Abbey Road Studios di Londra, fornitura di strumenti musicali, e altri.

## Vincitori
| EDIZIONE             | ANNO | VINCITORI e FINALISTI |
| -------------------- | ---- | --- |
| Prima edizione       | 2007 | Baldo e Papero, Penelope, Prima Luna, Manuela Rinaldi, Marco Saltatempo, Nadia Stacchini. |
| Seconda edizione     | 2008 | Cortex, Viola Cristina, Damadelizia, Loredana Errore, Micaela Foti, Flavia Marrali, Elisa Palermo, Jacopo Ratini. |
| Terza edizione       | 2009 | Ernesto De Luca, Angelo Del Vecchio, Sha' Dong, Alessandro La Cava, Rossana Montalbano, Marco Perfetti, Vincenzo Sansone. |
| Quarta edizione      | 2010 | Ermal Meta (La fame di Camilla), Asia Agrò, Mahamood, Stefano Corona, Greta Manuzi, Veronica De Simone, Emmecosta, Barbara Gobbi, Giancarlo Ingrassia and Band, Daniel Mincone, Claudia Muschio, Lucya Russo.                                                                                      |
| Quinta edizione      | 2011 | Federica Balucani, Cloudean, Irene Di Brino, Dody B, Greta Doveri, Pedro Gonzalez, Kismet, Dan Rache, Reparto nº 6, Claudio Signorile, Marianna Spezio, Tintinnabula. |
| Sesta edizione       | 2012 | Anonima Straccioni, Leonardo Belleggia, Davie, Francesco De Simone, Entropia, Gianluca Gentilesca, Desirè Infascelli, Fiorenzo Lo Presti, Marie and the sun, Marianne Mirage, Nolunta's, Riccardo Preda, Alice Righi, Germano Seggio, Carmela Senatore, Daniele Trucco                             |
| Settima edizione     | 2013 | Super-io, Il Duo, Marco Costa, Federica Abbate, Capobbanna, Giuliette, Cecilia Del Bono, Alessandro Santacaterina, Paolo Fornasier, Federico Morra, Lorenzo Marinelli, Tattoo Band, Joe Croci, Alessandro De Stefano, Luigi Liberale, Fabrizio Barison, Giordana Petralia.                         |
| Ottava edizione      | 2014 | Chiara dello Iacovo, Sherol Dos Santos, Random Clockwork, Sara Romano, S.E.M.E, Valerio Corona, Mattia Cortivo, Alessandro Lesignoli, Mia De Luca, Roberta Cometti, Christian Malagoli, Nicolò Petriarchi.                                                                                         |
| Nona edizione        | 2016 | Frank Polucci, Marzia Sestini, Pupi di Surfaro, Mecò e il clan dei belli dentro, Frabolo, Coccino, The Ghibertins, Vergo, Massimiliano Marchetti, Yuri Calisi, Alice Mascritti, Giovanna Perna, Alessia Boccuto, Marius - Mario Amico, Alex Bacci, Drum and Groove - Marco Sassoli, Edoardo Tasco. |
| Decima edizione      | 2017 | Valentina Livi, Alma Sabor, Stain, Mat Smile, Dj The Fla, Massive Lines, Renza Castelli, Maria Francesca Curti, Annamaria Raho, Alberto De Luca, Jaco - Jacopo Tini, Worm, Luca Terzi, Greta Cirpiani, The Bonsisters, Tracy Menga.                                                                |
| Undicesima edizione  | 2018 | Passmore, Alice Risolino, Samy Zeghmati, KickingRoses, Titta, Antonio Davì, Antonella Brandonisio, Joe, Thomas Aureli, Souled Out, Miriana "Mira" D'Albore, Sebastiano Mocci, Valentina Bagni, Luca Voccia, Tribunale Obhal, Albert Breaker, AM, Ruben Alcalà Arguelles, Siria                     |
| Dodicesima edizione  | 2019 | Andrea Mandelli, Matilde Casalini, Martina Luci, Claire Tonna, Lavinia Viscuso, Cheap, With All The Rage, Isabel Tangerini, Donatella De Lorenzo, Angelo Camasso, Thomas Colombo, Davide Rasetti, Natalia Roman, Peter Torre, Gabrielo.                                                            |
| Tredicesima edizione | 2021 | Martina Giovannini, Doralia Tomassetti, Denny Loe, 4Ther Muckers, Mimì Caruso, Stefano Venditti, Sino, Massimiliano Calzati, Gabriele Braga, Nicolò Sasso, Owen, Sebastiano di Vozzo, Dalila Pierantozzi,                                                                                          |
|                      |      | |